# Хуліо Сесар Бальдів'єсо
Хуліо Сесар Бальдів'єсо (ісп. Julio César Baldivieso, нар. 2 грудня 1971, Кочабамба) — болівійський футболіст, що грав на позиції півзахисника. По завершенні ігрової кар'єри — футбольний тренер.

## Клубна кар'єра
У дорослому футболі дебютував 1987 року виступами за команду «Хорхе Вільстерман» з рідного міста Кочабамба, в якій провів п'ять сезонів, взявши участь у 98 матчах чемпіонату.
Протягом 1992—1994 років захищав кольори команди клубу «Болівар».
Своєю грою за останню команду привернув увагу представників тренерського штабу аргентинського «Ньюеллс Олд Бойз», до складу якого приєднався після вдалого виступу на чемпіонаті світу 1994 року. Проте закріпитись в команді з Росаріо не зумів, через що здавався назад в оренду в «Болівар».
1997 року, після дуже успішного виступу збірної на домашньому Кубку Америки (фінал вперше з турніру 1963 року), Бальдів'єсо придбав японський клуб «Йокогама», де болівієць провів два сезони, після чого повернувся на батьківщину у клуб «Хорхе Вільстерман».
У тому ж році знову відправився за кордон, спочатку в еквадорську «Барселону» (Гуаякіль), а потім, після недовгого повернення в «Болівар», грав за чилійський клуб «Кобрелоа» та саудівський «Аль-Наср» (Ер-Ріяд).
Потім недовго пограв на батьківщині за «Аурору», і знову покинув країну, граючи за катарський клуб «Аль-Вакра», венесуельський «Каракас» та еквадорське «Депортіво Кеведо», після чого остаточно повернувся в Болівію, ставши гравцем місцевого клубу «Зе Стронгест».
Завершив професійну ігрову кар'єру у клубі «Аурора», у складі якої вже виступав раніше. Вдруге Хуліо Сесар прийшов до команди 2007 року і захищав її кольори до припинення виступів на професійному рівні у 2008 році.

## Виступи за збірну
1991 року дебютував в офіційних матчах у складі національної збірної Болівії.
У складі збірної був учасником чемпіонату світу 1994 року у США, а також п'яти Кубків Америки (1991, 1993, 1995, 1997 та 2001 років)
Загалом протягом кар'єри у національній команді, яка тривала 15 років, провів у формі головної команди країни 85 матчів, забивши 15 голів.

## Кар'єра тренера
2008 року, відразу після закінчення ігрової кар'єри, почав тренувати «Аурору». 19 липня 2009 року Хуліо Сесар випустив на поле на 84 хвилині матчу в рамках чемпіонату Болівії проти «Ла-Паса» свого 12-річного сина Маурісіо Бальдів'єсо (13-річчя в нього було через 3 дні). Тим самим, був встановлений рекорд участі в матчі професійних команд наймолодшого футболіста. Маурісіо встиг тричі зіграти з м'ячем і заробити один фол. Хуліо Сесар сильно критикував суддю матчу за те, що той дозволив грубо зіграти проти свого сина гравцю суперників (Маурісіо через фол на ньому довелося винести на ношах). П'ять днів по тому у відповідь на ультиматум керівництва «Аурори» щоб тренер не випускав на поле надалі свого  молодого сина, Хуліо Сесар вирішив піти з клубу і забрати з собою сина. Щоправда, 2011 і 2012 року він ненадовго повертався в клуб на тренерську посаду і знову включав до заявки свого сина.
В подальшому очолював команди «Реал Потосі», «Насьйональ» (Потосі), «Депортіво Сан-Хосе», «Хорхе Вільстерман» та «Універсітаріо» (Сукре).
У 2015—2016 роках очолював тренерський штаб збірної Болівії, якою керував на Кубку Америки 2016 року у США. Його команда зайняла останнє місце в групі, програвши Аргентині, Чилі та Панамі, після чого Хуліо Сесар був звільнений. При ньому команда лише 1 раз виграла і 10 раз програла і у відборі до ЧС-2018 йшла на передостанньому місці, маючи 3 очки в активі..

## Досягнення
- Чемпіон Болівії (4): 1992, 1994, 1996, 2008
- Срібний призер Кубка Америки: 1997